# DNQX
DNQX (6,7-dinitroquinoxalino-2,3-diona) é um antagonista competitivo dos recetores AMPA e cainato, duas subfamílias de recetores ionotrópicos de glutamato. É utilizado numa vasta gama de subcampos da biologia molecular, com ênfase na neurofisiologia, para ajudar os investigadores na determinação de propriedades de vários tipos de canais iónicos e as suas potenciais aplicações na medicina.
DNQX (antagonista do recetor AMPA) demonstra efeitos significativos nos neurónios. Quando introduzida numa cultura de neurónios do hipocampo de rato, produziu neurotoxicidade dependente da dose, o que estranhamente parece acontecer por um mecanismo independente dos recetores ionotrópicos de glutamato. Este efeito é específico aos neurónios e não afeta as células gliais presentes nas redondezas.
No contexto de sensitividade comportamental induzida por anfetamina em ratos, DNQX demonstra capacidade para bloquear tanto o começo como a manifestação dessa sensitividade. Em vez de envolver-se na atividade geral da anfetamina, DNQX interfere especificamente no processo de sensitividade. Este fenómeno pode ser ligado à ativação de recetores de aminoácidos excitatórios que consequentemente provocam um aumento na libertação de dopamina no corpo estriado. Assim, a ação de DNQX surge como sendo tanto potente como específica, apontando para mecanismos complexos para lá das vias tradicionais dos recetores ionotrópicos de glutamato.
A ativação de ambos recetores AMPA/cainato e dopaminérgicos no núcleo accumbens pode ser crucial para a resposta desencadeada pelos fármacos psicoestimulantes. Antagonistas dopaminérgicos muitas vezes não impedem a aquisição de uma preferência condicionada por lugar à cocaína, uma medida comum do sistema de recompensa. Em experiências onde DNQX, um antagonista do recetor AMPA, foi injetado no núcleo accumbens antes da administração sistémica de cocaína, houve diminuição da aquisição desta preferência condicionada, destacando o papel dos recetores AMPA neste processo. Por outro lado, o antagonista dopaminérgico flufenazina não alterou a preferência por lugar induzida pela cocaína, possivelmente devido a adaptações à exposição contínua ao fármaco. Tanto DNQX como flufenazina bloquearam a expresão da preferência condicionada por lugar em ratos tratados posteriormente com apenas cocaína, revelando o envolvimento de ambos os recetores AMPA e dopaminérgicos na expressão de preferência por lugar induzida por cocaína.